# ¡Vete!
Izydi! es una película de la Unión Soviética del año 1991, dirigida por Dmitri Astrakhan y con la participación de Otar Megvinetukhutsesi, Yelena Anisimova y Kseniya Rappoport.

## Sinopsis
En Rusia, tras el cambio de siglo, un rico comerciante judío goza de las buenas relaciones de Rusia con sus vecinos, al tiempo que respeta su casa que constituye el evidente centro social de toda la comunidad. Sin embargo, la atmósfera se vuelve cada vez más tensa cuando las autoridades locales se vean sometidas a la presión de caer en línea con la aprobación oficial de las políticas antisemitas del gobierno zarista. El anciano es un héroe de nuestros mejores amigos y juntos parecen encontrar la forma de burlar estas malas intenciones, pero lamentablemente no comprende lo que las fuerzas tratan en un país donde el antisemitismo es política de Estado.

## Reparto
| Actriz/Actor           |
| ---------------------- |
| Otar Megvinetukhutsesi |
| Yelena Anisimova       |
| Kseniya Rappoport      |
| Tamari Skhirtladze     |
| Anna Lisyanskaya       |
| Tatyana Kuznetsova     |
| Valentin Bukin         |
| Vladimir Kabalin       |
| Aleksandr Lykov        |
| Viktor Mikhaylov       |
| Nikolai Rybnikov       |
| Viktor Bychkov         |
| Valeri Kozinets        |
| Aleksandr Zavyalov     |
| Olga Belyayeva         |

## Estrenos
| País           | Fecha                    | Festival/Evento/Otros       |
| -------------- | ------------------------ | --------------------------- |
| Canadá         | 11 de septiembre de 1991 | Festival de Cine de Toronto |
| Alemania       | 16 de febrero de 1992    | Festival de Cine de Berlín  |
| Estados Unidos | 26 de enero de 1993      | Nueva York                  |

## Otros datos
- La película está en blanco y negro y color.

## Premios

### Festival de Moscú
| Año  | Resultado | Premio                                         | Categoría/Destinatario(s) |
| ---- | --------- | ---------------------------------------------- | ------------------------- |
| 1991 | Ganador   | Premio Ecuménico del Jurado - Mención Especial | Dmitri Astrakhan          |

### Premios Nika
| Año  | Resultado | Premio | Categoría/Destinatario(s)          |
| ---- | --------- | ------ | ---------------------------------- |
| 1992 | Nominado  | Nika   | Mejor Actor Otar Megvinetukhutsesi |

### Festival de Tokio
| Año  | Resultado | Premio             | Categoría/Destinatario(s) |
| ---- | --------- | ------------------ | ------------------------- |
| 1991 | Ganador   | Premio Mejor Actor | Otar Megvinetukhutsesi    |